# Paid tha Cost to Be da Boss
Paid tha Cost to Be da Bo$$ – szósty studyjny album Snoop Dogga, wydany w 2002 roku. Płytę w większości wyprodukowali The Neptunes. Pierwszym singlem jest Beautiful z gościnnym udziałem Pharella Williamsa & Uncle Charlie Wilsona.

## Lista utworów
1. „Don Doggy”
2. „Da Bo$$ Would Like to See You”
3. „Stoplight”
4. „From tha Chuuuch to da Palace”
5. „I Believe in You (feat. Latoiya Williams)”
6. „Lollipop (feat. Jay-Z, Soopafly, Nate Dogg)”
7. „Ballin’ (feat. The Dramatics Lil Half Dead)”
8. „Beautiful (feat. Pharrell Williams, Uncle Charlie Wilson)”
9. „Paper’d Up (feat. Mr Kane, Traci Nelson)”
10. „Wasn’t Your Fault”
11. „Bo$$ Playa”
12. „Hourglass (feat. Mr Kane, Goldie Loc)”
13. „The One and Only”
14. „I Miss That Bitch (feat. E-White)”
15. „From LB to Brick City (feat. Redman, Nate Dogg, Warren G)”
16. „Suite N Boosted”
17. „You Got What I Want (feat. Ludacris, G Loc)”
18. „Batman and Robin (feat. Lady of Rage, RBX)”
19. „Message 2 Fat Cuzz A”
20. „Pimp Slapp’d” (Death Row Diss)